# Stanisław Skalski

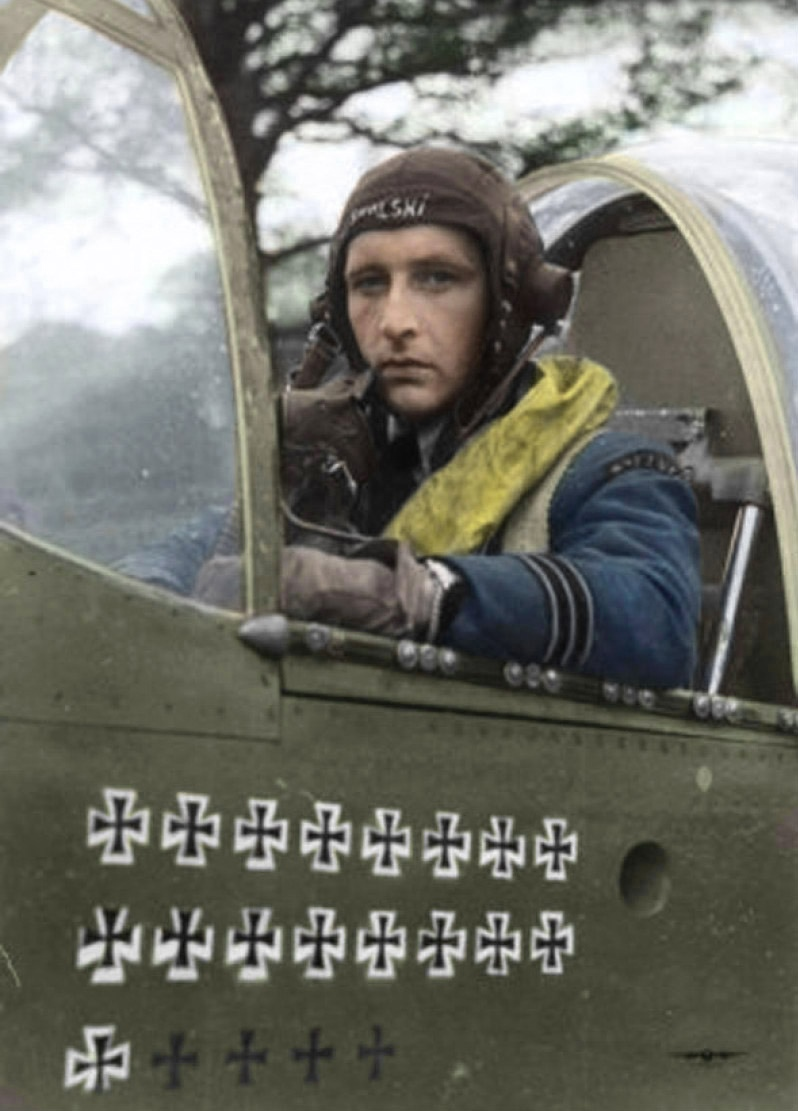
Stanisław Skalski

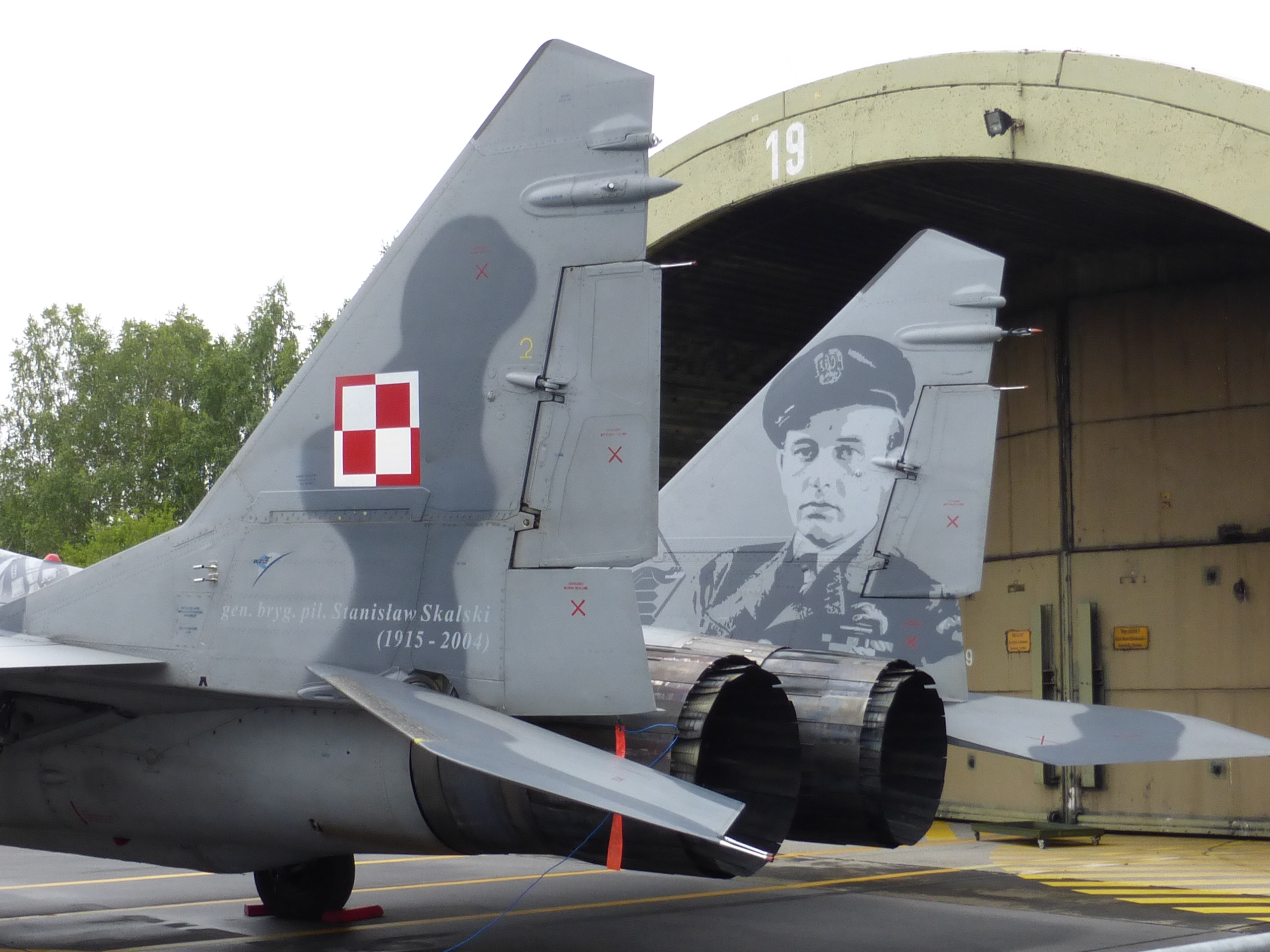
Stanislaw Skalski auf dem Seitenleitwerk einer MiG-29 der polnischen Luftwaffe (2016)

Stanisław Skalski (* 27. November 1915 in Kodyma; † 12. November 2004 in Warschau) war ein polnischer Jagdflieger und Offizier der polnischen Luftwaffe im Zweiten Weltkrieg.
Stanisław Skalski war der erfolgreichste polnische Jagdpilot im Zweiten Weltkrieg. Er kämpfte zuerst im September 1939, dann als Pilot der Royal Air Force in der Luftschlacht um England, in Nordafrika und schließlich an der Westfront in Frankreich. Schon am 2. September 1939 schoss er zwei Dornier Do 17 ab. Insgesamt erzielte er 20 bestätigte und 2 unbestätigte Luftsiege und wurde unter anderem mit dem Virtuti Militari, dem Distinguished Service Order und dem Distinguished Flying Cross ausgezeichnet.
Nach dem Krieg kam er 1947 nach Polen zurück und war wieder in der polnischen Luftwaffe tätig. 1948 wurde Skalski von dem kommunistischen Regime verhaftet und der Spionage angeklagt. Von Oktober 1948 bis Juli 1949 wurde er misshandelt und mehreren Verhören unterzogen sowie schließlich 1950 zum Tode verurteilt. Im darauffolgenden Jahr wurde er allerdings begnadigt, 1956 freigelassen und rehabilitiert. Danach arbeitete er wieder in der polnischen Luftwaffe, jedoch nicht mehr als Pilot, sondern als Büroangestellter. 1988 wurde er zum Brigadegeneral befördert.
1957 wurde sein Buch „Czarne krzyże nad Polską“ (Schwarze Kreuze über Polen) herausgegeben. 1986 drehte Jacek Bławut den Dokumentarfilm Cyrk Skalskiego über Skalski.